# Анджей Бялас
А̀нджей Бя̀лас (на полски: Andrzej Białas) е полски физик, професор в Ягелонския университет, действителен член на Полската академия на науките, председател на Полската академия на знанията (2001 – 2018), Носител на Командорски кръст на Ордена на Възраждане на Полша.